# Tini Stoessel
Martina Stoessel Muzlera (Buenos Aires, 21 de març de 1997), més coneguda com a Tini Stoessel, és una actriu, cantant, ballarina i model argentina. Va començar a fer-se coneguda pel seu personatge de Violetta Castillo a la sèrie original de Disney Channel, Violetta.

## Trajectòria
El juliol de 2013, va començar al costat de l'elenc de Violetta una primera gira internacional, «Violetta: en vivo», que va durar fins a la primeria de 2014. A més, va interpretar «Libre soy», el tema principal de la pel·lícula Frozen per a la versió llatinoamericana i «All'alba sorgerò» per a la versió italiana.
El 2 de maig de 2014, va presentar al Monumento a La Carta Magna y las Cuatro Regiones Argentinas de Buenos Aires, un espectacle musical gratuït, organitzat pel govern de la ciutat de Buenos Aires, sota el lema «Cuidemos el planeta». L'endemà va presentar el llibre Simplemente Tini a la sala Jorge Luis Borges de la Fira Internacional del Llibre de Buenos Aires. El setembre de 2014, va cantar al Partit Interreligiós per la Pau, convocat pel Papa Francesc a l'Estadi Olímpic de Roma. Va cantar dos temes: «Nel mio mondo» i després «Imagine», de John Lennon.
El 2015, al costat de l'elenc de Violetta, realitzà una gira de comiat a nivell mundial, «Violetta Live International Tour», que es va situar en el tercer lloc de les gires més taquilleres de l'any 2015 abans de signar un contracte amb la discogràfica Hollywood Records. L'abril de 2016 va editar TINI, el seu primer disc en solitari, el qual va ser disc d'or a l'Argentina, Polònia, Àustria i el Brasil.

## Filmografia

### Cinema
| Any  | Títol                               | Personatge               | Notas                  |
| ---- | ----------------------------------- | ------------------------ | ---------------------- |
| 2013 | Monsters University                 | Carrie Williams (veu)    | Doblatge a l'italià    |
| 2014 | Violetta: en concierto              | Ella mateixa             | Pel·lícula del concert |
| 2016 | Tini: El gran cambio de Violetta    | Violetta «Tini» Castillo |                        |
| 2019 | UglyDolls: Extraordinariamente feos | Moxy (veu)               | Doblatge al castellà   |
| 2019 | The Diary                           | Elisa                    |                        |

### Televisió
| Any       | Títol            | Personatge                          |
| --------- | ---------------- | ----------------------------------- |
| 2008      | Patito Feo       | Martina                             |
| 2012-2015 | Violetta         | Violetta Castillo                   |
| 2017      | Soy Luna         | Ella mateixa                        |
| 2017      | Las Estrellas    | Ella mateixa                        |
| 2018      | El host          | Ella mateixa                        |
| 2018      | La voz Argentina | Jurat                               |
| 2019      | Susana Giménez   | Jurat Assistent de Susana Giménez   |
| 2020      | La voz           | Assessora de l'Equip Alejandro Sanz |